# Мирівка (Запорізький район)
Ми́рівка — село в Україні, у Запорізькому районі Запорізької області. Входить до складу Тернуватської селищної громади. Населення становить 46 осіб.

## Географія
Село Мирівка знаходиться на відстані 2,5 км від лівого берега річки Верхня Терса, на відстані 1,5 км від села Обще (Пологівський район).

## Населення

### Мова
Розподіл населення за рідною мовою за даними перепису 2001 року:
| Мова       | Кількість | Відсоток |
| ---------- | --------- | -------- |
| українська | 43        | 93.48%   |
| російська  | 3         | 6.52%    |
| Усього     | 46        | 100%     |

## Історія
- 1937 — дата заснування як села Фриденталь.
- В 1943 році перейменоване в село Мировка.
- До 2020 року орган місцевого самоврядування — Любицька сільська рада.